# Dmytro Louspenyk
Dmytro Louspenyk né le 30 septembre 1965 à Baniliv, est un juge ukrainien exerçant les fonctions de président de la Cour suprême.

## Biographie
Il est diplômé de la faculté de droit de la université nationale Iaroslav le Sage de Kharkiv.

### Carrière juridique
Secrétaire du Plénum de la Cour suprême depuis 2017, puis secrétaire de la première chambre judiciaire de la Cour civile de cassation au sein de la Cour suprême.
Il est président de la Cour suprême jusqu'à ce qu'un nouveau président soit élu car il est le juge ayant la plus longue expérience.